# Identitat de Fierz
En física teòrica, una identitat de Fierz és una identitat que permet reescriure les formes bilineals del producte de dos espinors com una combinació lineal dels productes dels bilineals dels espinors individuals. Rep el nom del físic suís Markus Fierz. Les identitats de Fierz també s'anomenen de vegades identitats de Fierz-Pauli-Kofink, ja que Pauli i Kofink van descriure un mecanisme general per a generar aquest tipus d'identitats.
Hi ha una versió de les identitats de Fierz per als espinors de Dirac i n'hi ha una altra per als espinors de Weyl. I hi ha versions per a altres dimensions a més de les dimensions 3+1. Els bilineals espinorals en dimensions arbitràries són elements d'una àlgebra de Clifford; les identitats de Fierz es poden obtenir expressant l'àlgebra de Clifford com un quocient de l'àlgebra exterior.
Quan es treballa en 4 dimensions espai-temps, el bivector {\displaystyle \psi {\bar {\chi }}} es pot descompondre en termes de les matrius de Dirac que abasten l'espai:
{\displaystyle \psi {\bar {\chi }}={\frac {1}{4}}(c_{S}\mathbb {1} +c_{V}^{\mu }\gamma _{\mu }+c_{T}^{\mu \nu }T_{\mu \nu }+c_{A}^{\mu }\gamma _{\mu }\gamma _{5}+c_{P}\gamma _{5})},
amb els coeficients
{\displaystyle c_{S}=({\bar {\chi }}\psi ),\quad c_{V}^{\mu }=({\bar {\chi }}\gamma ^{\mu }\psi ),\quad c_{T}^{\mu \nu }=-({\bar {\chi }}T^{\mu \nu }\psi ),\quad c_{A}^{\mu }=-({\bar {\chi }}\gamma ^{\mu }\gamma _{5}\psi ),\quad c_{P}=({\bar {\chi }}\gamma _{5}\psi )}
que normalment es determinen utilitzant l'ortogonalitat de la base sota l'operació de traça. En intercalar la descomposició anterior entre les estructures gamma desitjades, les identitats per a la contracció de dos bilineals de Dirac del mateix tipus es poden escriure amb coeficients d'acord amb la taula següentː
| Product | S    | V    | T    | A    | P    |
| ------- | ---- | ---- | ---- | ---- | ---- |
| S × S = | 1/4  | 1/4  | −1/4 | −1/4 | 1/4  |
| V × V = | 1    | −1/2 | 0    | −1/2 | −1   |
| T × T = | −3/2 | 0    | −1/2 | 0    | −3/2 |
| A × A = | −1   | −1/2 | 0    | −1/2 | 1    |
| P × P = | 1/4  | −1/4 | −1/4 | 1/4  | 1/4  |

on
{\displaystyle S={\bar {\chi }}\psi ,\quad V={\bar {\chi }}\gamma ^{\mu }\psi ,\quad T={\bar {\chi }}[\gamma ^{\mu },\gamma ^{\nu }]\psi /2{\sqrt {2}},\quad A={\bar {\chi }}\gamma _{5}\gamma ^{\mu }\psi ,\quad P={\bar {\chi }}\gamma _{5}\psi .}
La taula és simètrica respecte a la reflexió respecte de l'element central. Els signes de la taula corresponen al cas dels espinors commutants; altrament, com en el cas dels fermions en física, tots els coeficients canvien de signe.
Per exemple, sota la suposició d'espinors commutants, el producte V × V es pot expandir com a
{\displaystyle \left({\bar {\chi }}\gamma ^{\mu }\psi \right)\left({\bar {\psi }}\gamma _{\mu }\chi \right)=\left({\bar {\chi }}\chi \right)\left({\bar {\psi }}\psi \right)-{\frac {1}{2}}\left({\bar {\chi }}\gamma ^{\mu }\chi \right)\left({\bar {\psi }}\gamma _{\mu }\psi \right)-{\frac {1}{2}}\left({\bar {\chi }}\gamma ^{\mu }\gamma _{5}\chi \right)\left({\bar {\psi }}\gamma _{\mu }\gamma _{5}\psi \right)-\left({\bar {\chi }}\gamma _{5}\chi \right)\left({\bar {\psi }}\gamma _{5}\psi \right)~.}
Les combinacions de bilineals corresponents als vectors propis de la matriu transposada es transformen en les mateixes combinacions amb valors propis ±1. Per exemple, de nou per a espinors commutadors, V×V + A×A,
{\displaystyle ({\bar {\chi }}\gamma ^{\mu }\psi )({\bar {\psi }}\gamma _{\mu }\chi )+({\bar {\chi }}\gamma _{5}\gamma ^{\mu }\psi )({\bar {\psi }}\gamma _{5}\gamma _{\mu }\chi )=-(~({\bar {\chi }}\gamma ^{\mu }\chi )({\bar {\psi }}\gamma _{\mu }\psi )+({\bar {\chi }}\gamma _{5}\gamma ^{\mu }\chi )({\bar {\psi }}\gamma _{5}\gamma _{\mu }\psi )~)~.}
Apareixen simplificacions quan els espinors considerats són espinors de Majorana, o fermions quirals, ja que llavors alguns termes de l'expansió poden desaparèixer per raons de simetria. Per exemple, per als espinors anticonmutants aquesta vegada, es dedueix fàcilment de l'anterior que
{\displaystyle {\bar {\chi }}_{1}\gamma ^{\mu }(1+\gamma _{5})\psi _{2}{\bar {\psi }}_{3}\gamma _{\mu }(1-\gamma _{5})\chi _{4}=-2{\bar {\chi }}_{1}(1-\gamma _{5})\chi _{4}{\bar {\psi }}_{3}(1+\gamma _{5})\psi _{2}.}